# Fossalta di Piave
Fossalta di Piave település Olaszországban, Veneto régióban, Velence megyében. Lakosainak száma 4137 fő (2023. január 1.). Fossalta di Piave Monastier di Treviso, Noventa di Piave, Zenson di Piave, Meolo, Musile di Piave és San Donà di Piave községekkel határos.

## Népesség
A település népességének változása:
| Lakosok száma | 4126 | 4163 | 4137 |
|               | 2017 | 2018 | 2023 |